# 1996年夏季奥林匹克运动会黎巴嫩代表团
1996年夏季奥林匹克运动会黎巴嫩代表团是黎巴嫩派出的1996年夏季奥林匹克运动会代表团。